# Ecosistem acvatic
Ecosistemul acvatic este un ecosistem al cărui biotop este strâns legat de mediul acvatic. Aceste ecosisteme pot fi de diferite mărimi, de la mări până la iazuri mici. Ecosistemele acvatice sunt clasificate în:
- ecosisteme acvatice cu apă dulce (lacuri, iazuri);
- ecosisteme acvatice cu apă sărată (mări).[1]

Biocenoza acestor ecosisteme este una acvatică.

## Biotopulacvatic
Mediul acvatic se caracterizează printr-o serie de factori specifici:
- Cantitate de oxigen mică;
- Presiunea mare a apei;
- Temperatura joasă;
- Luminozitate mică.

Ecosistemul are 4 zone:
- Zona de mal;
- Zona litorală;
- Zona pelagică;
- Zona bentonică.

## Funcții
Ecosistemul acvatic îndeplinește multe funcții de mediu importante. De exemplu, reciclează substanțele nutritive, purifică apa, atenuează inundațiile, reîncarcă apa subterană și oferă habitate pentru fauna sălbatică. Ecosistemele acvatice sunt, de asemenea, utilizate pentru recreerea oamenilor și sunt foarte importante pentru industria turismului, în special în regiunile de coastă.
Sănătatea unui ecosistem acvatic este degradată atunci când capacitatea ecosistemului de a absorbi un stres a fost depășită. Un accent asupra unui ecosistem acvatic poate fi rezultatul unor modificări fizice, chimice sau biologice ale mediului. Modificările fizice includ modificările temperaturii apei, debitul de apă și disponibilitatea luminii. Modificările chimice includ modificări ale ratelor de încărcare a nutrienților biostimulatori, a materialelor consumatoare de oxigen și a toxinelor.